# Albuca macowanii
Albuca macowanii är en sparrisväxtart som beskrevs av John Gilbert Baker. Albuca macowanii ingår i släktet Albuca och familjen sparrisväxter. Inga underarter finns listade i Catalogue of Life.